# Liste der Bodendenkmäler im Erlenstegener Forst
Auf dieser Seite sind die Bodendenkmäler in dem mittelfränkischen gemeindefreien Gebiet Erlenstegener Forst zusammengestellt. Diese Tabelle ist eine Teilliste der Liste der Bodendenkmäler in Bayern. Grundlage ist die Bayerische Denkmalliste, die auf Basis des Bayerischen Denkmalschutzgesetzes vom 1. Oktober 1973 erstmals erstellt wurde und seither durch das Bayerische Landesamt für Denkmalpflege geführt wird. Die folgenden Angaben ersetzen nicht die rechtsverbindliche Auskunft der Denkmalschutzbehörde.

| Lage                           | Objekt                                                                                     | Akten-Nr.     | Bild |
| ------------------------------ | ------------------------------------------------------------------------------------------ | ------------- | ---- |
| Erlenstegener Forst (Standort) | Befestigung vor- und frühgeschichtlicher Zeitstellung.                                     | D-5-6433-0066 |      |
| Erlenstegener Forst (Standort) | Streckenabschnitt der mittelalterlichen bis frühneuzeitlichen Altstraße Sächsische Straße. | D-5-6432-0222 |      |